# 耿飈
耿 飈（こう ひょう、簡体字：耿飚、繁体字：耿飈、英語：Geng Biao、ゴン・ビャオ、1909年8月26日 – 2000年6月23日）は、中華人民共和国の政治家、軍人、外交官。国防部長、各国大使、国務院副総理、全国人民代表大会副委員長を歴任した。

## 経歴
1909年8月26日に湖南省長沙府醴陵県に誕生した。1922年から衡陽市の亜鉛鉱山で少年工として働いた。1925年に共産党青年団に参加し、1928年8月に中国共産党に入党した。
1930年9月に中国工農紅軍の紅一軍団紅三軍九師参謀に任命され、1933年の紅軍再編後は紅一軍団二師四団団長に任命された。1934年10月10日に耿の部隊は二師の前衛として長征に参加した。
1935年初めに部隊を率いて貴州の軍事要地の婁山関を攻撃占領し、この功によって遵義会議の後に紅一軍団一師参謀長に昇進した。陝北に到着後は第一次作戦において重傷を負った。1936年に抗日軍政大学を卒業後に復帰し、紅四方面軍紅四軍参謀長に任命された。
抗日戦争の開始後は八路軍129師385旅参謀長、副旅長兼政治委員に任ぜられて甘粛東部に駐屯し、陝甘寧辺区の西部境界線の防衛責任を担った。1941年より中国共産党中央党校で学び、卒業後は晋察冀辺区へ向けての進軍を指揮した。1945年に部隊を率いて張家口を攻撃占領した。
1946年に葉剣英に従い、共産党代表団副参謀長として北平軍事仲裁委員会に参加した。仲裁の失敗後は晋察冀に戻り、軍区野戦軍参謀長に任命された。1948年に華北軍区第二兵団副司令に任命されて部隊を率いて平津戦役に参加し、太原などを攻撃占領した。
中華人民共和国の建国後の1950年1月に外交部に転出し、国際連合代表団に参加した。1950年よりスウェーデン大使・パキスタン大使を務めた後、1960年に外交部副部長に任命された。その後1963年にミャンマー大使に転任し、1969年にアルバニア大使となった。
1971年に中国共産党中央対外連絡部部長、1978年3月から国務院副総理を務め、1982年に国務委員に昇格した。
また、1979年1月から党中央軍事委員会常務委員兼秘書長、1981年3月から国防部長を兼任した。
1983年6月18日に第6期全国人民代表大会第1回会議において全国人民代表大会常務委員会副委員長に選出され、外事委員会主任委員を兼任し、1988年まで務めた。なお第9期から11期の党中央委員、第11期党中央政治局委員、第12・13次全国代表大会で党中央顧問委員会常務委員に選出された。1988年に一級紅星勲章を受章した。

## 家族
- 次男：zh:耿志远 - 元中国国家安全部の幹部で、現在は中国の半官半民組織、中国ミャンマー友好協会の会長[3]を務める。ミャンマーでもっとも影響力のある中国人とされ、詐欺集団の総元締めといわれる[4]。

## 参考
- 中華人民共和国外交部（中国語）

| 先代徐向前 | 国防部長第5代：1981年3月 - 1982年12月 | 次代張愛萍 |